# Strîmivka, Oleksandrivka
Strîmivka (în ucraineană Стримівка) este un sat în comuna Ivanhorod din raionul Oleksandrivka, regiunea Kirovohrad, Ucraina.

## Demografie
Componența lingvistică a localității Strîmivka
     Ucraineană (97,84%)
     Rusă (1,3%)
     Alte limbi (0,87%)
Conform recensământului din 2001, majoritatea populației localității Strîmivka era vorbitoare de ucraineană (97,84%), existând în minoritate și vorbitori de rusă (1,3%).